# Pandaka trimaculata
Pandaka trimaculata és una espècie de peix de la família dels gòbids i de l'ordre dels perciformes.

## Morfologia
- Els mascles poden assolir 1,3 cm de longitud total.[5][6]

## Hàbitat
És un peix de clima tropical i bentopelàgic.

## Distribució geogràfica
Es troba al Pacífic Occidental: el Japó, les Filipines, Indonèsia i Nova Guinea.

## Observacions
És inofensiu per als humans.